# Едип цар
 Тази статия е за пиесата от Софокъл.  За операта на Игор Стравински вижте Едип цар (опера).  
„Едип цар“ (Οἰδίπους Τύραννος) е трагедия от Софокъл, изпълнена на сцена за първи път през 429 г. пр. Хр.
От трите тивански трагедии на Софокъл, които са оцелели и които се занимават с историята на Едип, Цар Едип е втората написана. Въпреки това, по отношение на хронологията на събитията, които описват трагедиите, тя е на първо място, следвана от "Едип в Колон" и след това от „Антигона“.
Преди началото на „Едип Цар“, Едип става цар на Тива, като несъзнателно изпълнява пророчеството, че ще убие баща си Лай (предишният цар) и ще се ожени за майка си Йокаста (която Едип взема за своя жена, след като отговаря на гатанката на Сфинкса). В пиесата на Софокъл Едип търси убиеца на Лай, за да сложи край на чума, опустошаваща Тива, без да знае, че убиецът, който търси, е не друг, а самият той. В края на трагедията, след като истината най-накрая излиза наяве, Йокаста се обесва, докато Едип, ужасен от извършените отцеубийство и кръвосмешение, изважда очите си в отчаяние.
В своята „Поетика“ Аристотел се позовава няколко пъти на пиесата, за да илюстрира аспектите на жанра.

## Действащи лица в трагедията
- Едип – цар на Тива, син на царя на Тива – Лай и на Йокаста
- Жрец
- Креон – брат на Йокаста, известен е с жестокостта си
- Тирезий – гадател, прочут тивански ясновидец, син на Евер и нимфата Харикло, и баща на пророчицата Манто
- Йокаста – майка на Едип, а след смъртта на баща му, и негова съпруга, дъщеря на Менойкей, сестра на Креон и съпруга на Лай, царя на Тива, от когото има син – Едип.
- Пратеник от Коринт (Коринтянин)
- Овчар
- Слуга от двореца
- Народ
- Хор от тивански старци

Действието се развива в Тива, пред двореца на Едип.

## Сюжет
Главен герой в нея е Едип, който е цар на Тива. Според „Поетиката“ на Аристотел Едип е идеалният трагически герой. Същността му като такъв се определя от факта, че е поставен между утвърдените нравствени и етически норми и крайните проявления на човешкия характер.
Творбата започва с обширен монолог на Едип, в който героят заявява намерението си на всяка цена да открие убиеца на Лай и да изпълни волята на боговете. Тържествената му реч издава, че е подбуден от силна амбиция. От позицията на държавник, който служи на обществото, Едип призовава своите съграждани да съдействат. Започва да греши, когато проявява прекалена заинтересованост в своето търсене на убиеца. В свръхамбициозните си претенции вижда у гадателя Тирезий враг на държавата, също както и личен враг. Едип го обвинява в предателство, нарича го „най-зъл сред злите“. Тирезий запазва хладнокръвно спокойствие и това вбесява още повече владетеля. С думите си „Ти единствен си убиецът!“, слепият загатва, че убиецът е самият Едип. Обзет от прекомерна дързост и горделивост, царят не разбира, че греши. В своя стремеж да наложи личната си воля не проумява, че мълчанието на Тирезий не е акт на неподчинение, а че „слепецът“ е всъщност самият той. Истината, към която толкова много се стреми, е унищожена за Едип. Източник на страданията му е преди всичко неговият необуздан характер. Героят, който се обявява за борец на колективното благо постепенно се отдалечава от интересите на колектива и започва да си противоречи с тях. При това продължава да живее в заблуда, че прави всичко възможно за спасението на поданиците си.
Владетелят знае, че предсказанието го обвинява в отцеубийство, но не забелязва подробностите – той не е отрасъл в родната Тива и не познава своите родители. Разумът му го води далеч от дома, който е смятал за свой. Единствено Тирезий знае цялата истина за съдбата на Едип, защото е физически сляп, но духовно зрящ. Неговите слепи очи са компенсирани от всевижащия му дух. Затова мъдрецът предпочита да не каже истината на Едип и да не ускори страшната развръзка. Слепотата на Тирезий е само физическа и уменията му да вижда се простират извън границите на обикновения свят.
Третият образ, който допълва картината на трагедията, е този на Йокаста – жената, която винаги е живяла със страха от срама и ужаса. Тя е избрана да отдалечи часа на страшната истина, обричайки Едип на смърт, дни след раждането му. Живее в постоянен смут и тревога. Йокаста отчаяно се опитва да спре Едип в желанието му да узнае произхода си. Последното защитно средство е самоубийството. За разлика от Едип и Тирезий, тя не посреща истината като нещо, наложено от съдбата. Тя страда не само за себе си, но и за всички останали. Женската слабост ѝ пречи да прогледне и да се отърси от страха. Тя не може да се противопостави пред силата на истината.
Вътрешно противоречиви са мислите на двамата съпрузи. Едип е син и съпруг, а Йокаста – майка и съпруга. Личните им съдби са трагично преплетени. Едип е заблуден, мислейки, че е успял да избегне предсказанието, всъщност е живял толкова много години женен за собствената си майка. Знание и незнание, престъпление и наказание са неразрешимият проблем, който ще изчезне след смъртта на Йокаста и ослепяването на Едип. Наказанието, предречено от боговете, е неизбежно.
Трагизмът в цялото произведение се въплъщава от незнанието на Едип и последвалите от това нещастия. Тежко престъпление тежи на съвестта му – убил е човек от незнание. Изправен пред собствения си баща, той го приема за враг. Неовладеният гняв поражда трагичната му съдба. Неосъзната вина преобръща съдбата и на целия му род. Страдат и гражданите на Тива, но най-страшното е наказанието за бъдещата участ на неговите наследници. Децата на Едип ще страдат незаслужено, „наследявайки“ трагичната вина на своя съгрешил от незнание баща.
Пътят на Едип към трагичната съдба е път към мъдростта. Ослепява, но научава истината за себе си. Приема съдбата на мъдър, духовно зрящ човек. В страданието е открита истината, открита в болката на осъзнатата вина. Щастието е изстрадан път от незнание към знание, зрение и слепота в трагичната съдба на героите в „Едип цар“ на Софокъл.

## Теми и мотиви

### Съдба, свободна воля или трагически недостатък
В началото на трагедията Едип е описан като героят, който освобождава Тива от терора на Сфинкса.
Съдбата е тема, която често присъства в старогръцките произведения, в по-голяма частност – в трагедиите. Идеята, която предсказанието се заема да отбегне, е нещото, което всъщност излиза на преден план. Това е често срещан мотив в старогръцките митове, като сходен пример е митът за раждането на Персей.
Две определени предсказания упражняват контрол върху съзаклятието на Едип цар. От 711 до 714 стих, Йокаста разкрива пророчеството казано на Лай преди раждането на Едип. То гласи:
 Цар Лай получи някога вещание
(не ще река – от Феб, а – от жреците му),
че да загине му било орисано
от син, роден от мене и от него.
Подтикнат от непрестанното напомняне на Йокаста, Едип разкрил предсказанието и това му коствало оставането в Коринт (791 – 793):
 че ще лежа със майка си, че моя род
ще гледат всички смъртни с отвращение,
че родния си татко ще убия аз.
Намесването на пророчеството на Лай е двусмислено и неясно. Във видна школа по науки и изкуства спорят, че представянето на пророчеството на Лай в тази пиеса се различава от тази, намерена в Есхиловата трилогия, в частност „Едип“, представена през 467 г. пр. Хр. Хелън Смит казва, че „Софокъл е имал възможността да направи пророчеството на Лай условно (ако Лай има син, този син ще го убие) или безусловно (Лай ще има син, който ще го убие). Двамата, Есхил и Еврипид, пишат пиеси, в които пророчеството е условно. Софокъл избира да направи пророчеството на Лай безусловно и по този начин премахва вината за своите грехове от Едип, за когото той не би направил друго от направеното дотогава, без значение какво действие би предприел в бъдеще.“
Това тълкуване има дълъг произход и няколко привърженици. Намира подкрепа в повтарянето на Йокаста на пророчеството: „Локсий бе ми казал някога, че трябва да деля постеля с майка си и да пролея сам кръвта на татко си.“ Това повтаряне на пророчеството внушава, че то е било безусловно и неизбежно. Въпреки това други учени спорели, че Софокъл следвал традицията, правейки пророчеството на Лай условно и по този начин, избежно. Те посочват за пример първоначалното разкриване на Йокаста (711 – 714 стих).
Не е важно какво е било значението на пророчеството на Лай, а това, че предаденото на Едип е очевидно безусловно. Изваждайки на преден план нашето модерно разбиране за съдбата и фатализма, читатели на произведението имат склонност да виждат Едип като марионетка, контролирана от великите сили, като мъж, смачкан от боговете и имащ вяра без основание. Това, обаче, не е правилното прочитане на текста. Митологична всеизвестна истина е, че пророчеството съществува, за да се изпълни, но не пророчествата са тези, които предизвикват събитията, които водят до последствията. В неговата серия от антологии ”Погрешното разбиране на Едип“, Е.Р. Додс съпоставя Софокъловото произведение с предсказанието на Исус Христос по време на Тайната вечеря, а именно, че Свети Петър ще се отрече от него три пъти. Исус знае, че Св. Петър ще постъпи по този начин, но читателите в никакъв случай не биха предположили, че Петър е марионетка по съдба, принуден да се отрече от Христос. Свободната воля и съдбата са взаимно изключващи се и същият е случаят с Едип.
Знамението, често наричано „самопостигнато пророчество“, предадено на Едип, само нагажда случващите се събития, които впоследствие се осъществяват от самия него. Това не означава, че Едип е жертва на съдбата, или че няма собствена воля. Предсказанието подтиква серия от определени решения, взети свободно от Едип, които го довеждат до убийството на баща му и женитбата за майка му. След като разбира за пророчеството, Едип избира да не се завръща в Коринт, точно когато решава да отиде в Тива, да убие Лай и да се ожени за Йокаста; в търсене на отговор за чумата в Тива, той избира да изпрати Креон при пророка за съвет и след това да следва този съвет. Нито едно от тези решения не е предопределено.
Друга характеристика на пророчествата в митовете е, че почти винаги остават недоразбрани от тези, които ги чуват; пример за това е погрешното разбиране на Едип за важността и значимостта на светилището в Делфи. Той посещава Делфи, за да открие истинските си родители и приема, че пророкът отказва да му даде отговор на този въпрос, давайки му в замяна несвързано пророчество, което предвижда отцеубийство и кръвосмешение. Едиповото разбиране е погрешно, макар по един начин пророкът да дава отговор на неговия въпрос:
„Анализи сочат, че пророкът има съществена информация, която Едип изглежда, че пренебрегва.“ Формулировката на знамението му гласи: „Орисан съм родния си татко да убия аз“. Подобно на това майката с осквернени деца е определена за биологичния родител. Думите на пияния гост от друга страна гласят: „ти не си син на баща си“, определят Полиб само като доведен баща на Едип. Двете слова се подкрепят взаимно и посочват на „двете двойки родители“ алтернатива. По този начин въпросът за родителите, биологични и доведени, се разрешава. Едиповата реакция спрямо пророка е лишена от разум: той твърди, че не е получил отговор и побягва в посока далече от Коринт, показвайки, че твърдо вярва, че Полиб и Меропа са истинските му родители.
Частта с пияния гост слага края на детството на Едип, той не може повече да игнорира чувството на несигурност относно потеклото си. След като се съветва с пророка, неувереността изчезва и бива заменена от напълно неоправданата убеденост, че той е син на Меропа и Полиб. Както вече бе споменато това неразумно поведение е следствие от потискане на много мисли в съзнанието му, както и всичко, което отпраща до първите му съмнения за неговия произход.

### Държавно управление
Проучването на тази тема в Едип цар е паралелна на това в конфликта между отделният герой и държавата в Антигона. Дилемата, която Едип среща тук е подобна на тази на тираничния Креон: всеки мъж, като управляващ взема решения, в които поданиците се съмняват, и на които не се подчиняват; всеки цар погрешно разбира собствената си роля на върховен и ролята на бунтовника. Когато е информиран от слепия Тирезий, че религиозни сили са срещу него, всеки цар твърди, че свещеникът е бил покварен. Точно тук техните прилики приключват: докато Креон, виждайки опустошението, изливаше гнева си и се опитваше да поправи грешките си, Едип отказваше да се вслуша в когото и да е.

### Слепота и прозрение
Буквално и метафорично справянето с прозрението се вижда през цялото време в Едип цар. Ясното зрение служи като метафора за проницателността и знанието, но прозорливият Едип е сляп за истината относно произхода си и невнимателен относно престъпленията. Пророкът Тирезий, от друга страна, макар и наистина сляп, „вижда“ истината и се уповава на това, което му е разкрито. Като че ли Едиповото бъдеще е предначертано от боговете, макар и след като е предупреден от Тирезий, той не може да прозре истината или реалността от по-рано, защото неговата прекомерна гордост заслепява правилната му преценка. Само след като Едип бива физически ослепен, придобива ограничена пророческа способност, както се вижда в „Едип в Колон“. Иронично е, че слепият пророк „вижда“ по-добре от Едип. В следния стих Тирезий казва:
 А ти – злочест! Присмиваш се за същото,
зарад което сам ще чуваш присмехи.
Символните значения на зрението и слепотата имат двойствено проявление в поведението на тримата герои (Йокаста, Едип и Тирезий). Слепотата е просто липса на очи при Тирезий, но е опасна заблуда на разума и духа при Едип и Йокаста. Зрението е вътрешната пророческа сила на мъдреца и една огромна пречка за хората, които разчитат само на видимото. И в двете си значения символните проекции на зрение и слепота се противопоставят и допълват, а между тях се търси преходът на катарзиса, пречистващ душите. Ослепяването на Едип се разглежда като прераждане на духа в трагедията на Софокъл. След като е приел и осъзнал греховете си, а съдбата е разкрила тайните си за него, Едип решава да сложи край на вярата си в борбата с предначертаното, ръководена от видимото, което носи трагична вина за човека. Животът, изпълнен със заблуди, е прекъснат, а Едип познава мъдростта чрез болката. Избождането на очите е бягство от реалността, която подвежда. Мъдростта винаги се ражда в лишението и болката. Едип прогонва лъжите и избира за свое наказание да броди сляп – да опознае света с новата нагласа, че зад видимото се крият други истини. Ослепяването не носи щастие, но изчезват напрежението и съмненията, че дотогавашното щастие може да се разруши всеки момент.
Пътят на Едип към трагичната вина е пътуване към мъдростта. Ослепява, но научава истината за себе си. Приема съдбата на мъдър, духовно зрящ човек. В страданието е истината, открита в болката на осъзната вина. Щастието е изстрадан път между знание и незнание, зрение и слепота в трагичната съдба на героите в „Едип цар“ на Софокъл.

## Съпоставка между митологичната фабула и трагедийния сюжет
Идейният замисъл на Софокъловата творба „Едип цар“ е базиран на мита за Едип. В основата на трагедийната творба е разгърната митологичната представа за извършването на два тежки, но несъзнателно сторени гряха – отцеубийството и кръвосмешението. И в митологичен, и в трагедиен план произведенията следват една основна идея, базирана на тези два гряха, които са в абсолютен разрез с човешката ценностна система и възприятия.
Митологичната фабула на Николай Кун в произведението „Едип цар“ се различава от трагедийния сюжет на Софокъл.
Николай Кун следва митологичния модел, за да разкаже за живота на Едип и неговите преживявания според мита. Софокъл разгръща трагедийния сюжет, който е изграден върху митологичния, като е изместен основният център на мита, а именно промяната на смисловата му насоченост като проклятието на рода и вината. Това изместване на основния притегателен център на събитията в произведението изменя и характера на композицията.
Митологичната фабула се различава от трагедийния сюжет по няколко компонента. Основна разлика между двата жанра е самата композиция. Митът следва своята типологична композиция и представя съдържанието под формата на разказ, докато трагедията използва митологични фабули, конструирани под формата на строфи, което от своя страна е характерно за трагедийните творби. В трагедията присъстват диалози и съждения, които не откриват своето място в мита. Трагедията влиза в пряк контакт с читателя и го провокира да разсъждава върху поставения проблем, докато митът е просто разказ, чиято цел е да информира.
Ако съпоставим митологичната фабула и трагедийния сюжет, можем да открием разликата, че в хода на митологичната фабула е поставен акцент върху проблематичния стремеж на човека да узнае истината за себе си и да се пребори със съдбата си, дори и това да означава прекрачване на божествените закони. Проблематиката е разгърната в по-широк смисъл на търсенето на истината и препятствията, пред които е изправен героят.
В митологичната фабула присъстват повече елементи, типични за мита, докато при трагедийния сюжет е засилено присъствието на драматични събития и акцент върху личната драма и страдание на героя. Трагедията на Софокъл разгръща широко мотива за незнанието на човека и колко пагубно може да се окаже то за него. Именно в това се откроява съществена разлика между двата жанра – трагедията обръща по-детайлно внимание на човешката злощастна съдба и тегобите, през които преминава персонажът, а митът акцентира върху самите събития. Най-общо казано, митът се интересува от събитията и техния развой, а трагедията – от случващото се около и на героя, от неговата лична човешка драма.
В заключение на съпоставката между двете композиции, би могъл да се обобщи изводът, че и митологичната фабула, и трагедийният сюжет следват един и същи развой. Представени от различни гледни точки, те се стремят да постигнат различно въздействие спрямо индивидуалните си цели, а също и наблягане на отделните елементи.
В митологичния аспект е маркирано незнанието на Едип и сблъсъкът му с божествената и съдбовна сила на събитията. Незнанието на човека е отразено и в трагедийния сюжет, но акцентът е поставен основно върху драматичния сблъсък на съдбата и персонажа и проследяването на неговия духовен катарзис. „Едип цар“ е една проблематична творба с двойствен характер, която може да бъде анализирана и от митологична, и от трагедийна гледна точка.

## Преводи на български език на „Едип цар“
1. Александър Балабанов. Едипъ царь. Изд. „Ал. Паскалев“. София, 1911
2. Николай Вранчев. Едип цар. София, 1929
3. Георги Жечев. Едип цар. София, 1937
4. Гео Милев. Едипъ царь. Изд. „Ив Коюмджиев“. София, 1940
5. Александър Ничев. Едип Цар. Изд. БАН. София, 1956

## Филмови адаптации
- „Едип цар“ на Пиер Паоло Пазолини, с Франко Чити, Силвана Мангано, Кармело Бене, Джулиън Бек, Алида Вали